# Mieko Kawakami
Kawakami Mieko (川上未映子, Osaka, 29 de agosto de 1976) es una cantante y escritora japonesa. Fue premiada con el 138.º Premio Akutagawa a nuevos escritores prometedores de ficción seria (2007) por su novela breve Senos y huevos (乳と卵).

## Trayectoria
Nació en Osaka el 29 de agosto de 1976 en una familia de clase trabajadora. Trabajó como azafata y como dependienta de una librería antes de iniciar su carrera como cantante.
Kawakami lanzó tres álbumes y tres sencillos como cantante. En 2006 decidió abandonar su carrera musical para centrarse en la escritura. También fue conocida por su actividad como bloguera.
Publicó su primera colección de narrativa, Mi ego, mis dientes y el mundo, en 2007. Senos y huevos, de 2008, fue la segunda. En 2009 publicó su primera novela extensa, Heaven.  En 2012 apareció una traducción al inglés de su cuento "March Yarn" en March was Made of Yarn, una colección de ensayos e historias sobre el terremoto y tsunami de Tōhoku de 2011.
De 2015 a 2017, Kawakami realizó una serie de entrevistas con Haruki Murakami, en las que lo interrogó, entre otros temas, sobre las mujeres y la sexualización en sus novelas. Estas charlas se reunieron en un libro en 2017.   
Su novela Ms Ice Sandwich, incluida en su colección あこがれ (Anhelo), fue preseleccionada para la edición de 2018 de los Grandes Premios de las Asociaciones Literarias. 
En 2019 publicó Natsu Monogatari (Historia de verano), una versión ampliada de su novela breve Senos y huevos. En 2020 la traducción al inglés de esta obra, a cargo de Sam Bett y David Boyd, fue publicada en inglés bajo el título Breasts and Eggs por Europa Editions. 
Con los mismos traductores y en el mismo sello aparecieron en 2021 Heaven y en 2022 ll the Lovers in the Night. 

## Obras

### Colecciones de relatos y novelas cortas
- 2007: わたくし率 イン 歯一、または世界 (Mi ego, mis dientes y el mundo)
- 2008: Senos y huevos (乳と卵). Traducción de Fernando Cordobés González y Yoko Ogihara. Sd Edicions.
- 2013: 愛 の 夢 と か (Sueños de amor)
- 2015: あこがれ (Anhelo)
- 2017: ウィステリアと三人の女たち (Wisteria y las tres mujeres)
- 2022: 春のこわいもの (Los miedos de la primavera)

### Novelas
- 2009: Heaven (ヘ ヴ ン). Traducción de Lourdes Porta. Seix Barral.
- 2011: すべて真夜中の恋人たち (Todos los amantes en la noche)
- 2019: Pechos y huevos (夏物語). Reescritura y ampliación de Senos y huevos. Traducción de Lourdes Porta. Seix Barral.
- 2023: 黄色い家 (La casa amarilla)

### Poesía
- 2008: 先端で、さすわ さされるわ そらええわ (En la punta me pincho, me pinchan, se siente bien)
- 2012: 水瓶 (Botella de agua)

### Entrevista
- 2017: みみずくは黄昏に飛びたつ (Los búhos vuelan al anochecer). Entrevistas a Haruki Murakami.

## Reconocimientos
Ganó el Premio Akutagawa 2007 por Senos y huevos. En 2010 su novela Heaven ganó el Premio Murasaki Shikibu de Literatura.
Fue seleccionada como una de las mejores novelistas japonesas jóvenes de 2016 por Granta por su cuento "La prueba de amor de Marie". En 2018 su novela breve Ms Ice Sandwich fue preseleccionada en los Grandes Premios de las Asociaciones Literarias. El año siguiente recibió el 73.º Premio de Cultura de Publicaciones Mainichi.
En 2022 su obra Heaven fue preseleccionada para el Premio International Booker. Al año siguiente fue finalista del Premio del Círculo de Críticos del Libro en la categoría de Ficción con All the Lovers in the Night.